# Diálogos de exiliados
Diálogos de exiliados (en francés: Dialogue d'exilés) es una película francochilena de 1975, de corte satírico con elementos documentales, dirigida por Raúl Ruiz.

## Argumento
Los exiliados chilenos en París hablan sobre los problemas que les afrontan en el periodo posterior del golpe de Estado en Chile de 1973. Secuestran e intentan reeducar a un cantante de visita de su patria. La primera película francesa de Ruiz observa los gestos y retóricas de la comunidad de exiliados de la cual él mismo formaba parte. Exhibe una pertenencia a una comunidad en exilio, unido por la tragedia de la caída del gobierno de Salvador Allende y la brutalidad de la dictadura de Augusto Pinochet.

## Reparto
- Françoise Arnoul
- Carla Cristi
- Daniel Gélin
- Sergio Hernández
- Percy Matas
- Etienne Bolo
- Edgardo Cozarinsky
- Huguette Faget
- Luis Poirot
- Waldo Rojas
- Valeria Sarmiento
- Carlos Solano
- Aquiles Varas
- Alfonso Varela

## Recepción
Diálogos de exiliados  llamó la atención de la crítica, pero provocó molestia por abordar con ironía el tema del exilio chileno, causando el ostracismo de Ruiz por parte de la comunidad chilena en el exilio debido a que consideraron que los retrató de manera crítica y poco amistosa. La representación de Ruiz de los exiliados está abrochado con humor mordaz, y muchos renegaron que haya hecho luz de “los problemas de adaptación, de lenguaje, de espacio, de integración, de choque cultural”, los cuales para muchos eran asuntos bastante serios. Ruiz, sin embargo, continuó explorando asuntos acerca de la identidad chilena, la dictadura, y el exilio en sus películas.